# Датско-шведская война (1788—1789)
Датско-шведская война 1788—1789 годов (швед. Teaterkriget, норв. Tyttebærkrigen) — война между Данией и Швецией, причиной которой было нападение шведов на Россию, имевшую союзнические отношения с Данией.

## Политическая обстановка
Шведский король Густав III, стремившийся вернуть Швеции утраченные ею в XVIII веке территории, заключив союз с Турцией, летом 1788 года напал на Россию, силы которой были в это время отвлечены войной с турками. Инсценировав 21 июня (2 июля) 1788 года пограничный инцидент, он без согласия риксдага начал военные действия.
Перед началом войны шведский король всячески стремился заключить союз с Данией. С этой целью он в 1787 году посетил Копенгаген, однако поездка успеха не имела.
Россия ещё в 1773 году заключила с Данией союзный договор, согласно которому в случае нападения Швеции на одну из сторон другая сторона должна была объявить ей войну, как если бы она была атакована сама. Когда шведы напали на Россию, русский посол в Копенгагене от имени своего двора потребовал выполнения условий договора. Датский король отдал приказ сформировать вспомогательный корпус в Дании, однако поскольку, согласно договору, тот должен был быть передан в распоряжении России, та настояла, чтобы Дания напала на Швецию с территории Норвегии.
19 августа 1788 года датский министр иностранных дел А. Бернсторф передал шведскому посланнику в Копенгагене заявление о намерении Дании выступить на стороне России с оружием в руках, а 28 августа Густав III, находившийся на Аландских островах, получил об этом официальное извещение. Однако поскольку датские войска действовали лишь в качестве русского вспомогательного корпуса, то дипломатические отношения между Копенгагеном и Стокгольмом не прерывались.

## Ход войны

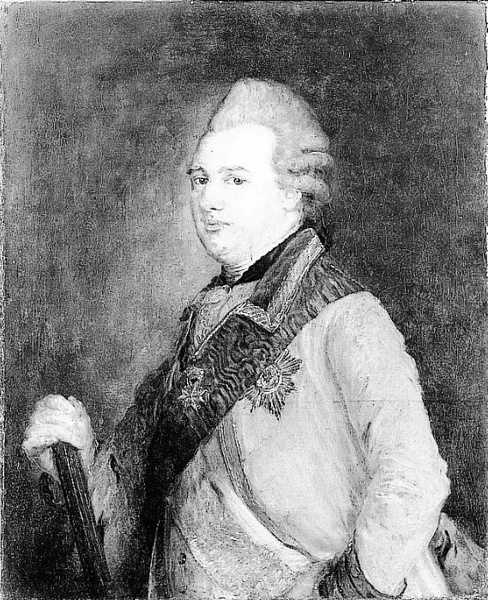
Принц Карл Гессен-Кассельский (1744—1836). Худ. Ж. Б. Перроно

В сентябре датчане отправили в море 3 линейных корабля (один 74-пушечный и два 64-пушечных), 3 фрегата, 10 галер и 12 шлюпов. Они имели приказ 24 сентября поднять на бушприте русский флаг и начать военные действия против шведского флота. Захватывать шведские торговые суда им было запрещено.
24 сентября 1788 года войска датского главнокомандующего принца Карла Гессен-Кассельского численностью в 9,5 тысяч человек, большая часть из которых были норвежцами, вторглись со стороны Норвегии в Бохуслен с намерением осадить Гётеборг. Они состояли из 12 эскадронов драгун (1440 человек), 16 батальонов пехоты (7500 человек).
Им противостоял шведский отряд в 700 человек под командованием полковника Яна Вернера Транефельта, который был вынужден перед превосходящими силами противника отступить к укреплению у реки Квиструмэльвен, протекающей неподалёку от Мункедаля, который располагается в 19 км к северо-западу от Уддеваллы. Там он получил подкрепления, и его силы увеличились до 900 человек и шести артиллерийских орудий.
Вместо того чтобы занять выгодно расположенное укрепление, Транефельт приказал возвести в 900 м от моста через реку другое укрепление, от которого моста даже не было видно. Сам мост не был разрушен, и датские войска смогли беспрепятственно его миновать и занять долину. Шведы оказались окружёнными. 29 сентября между датчанами и шведами началась артиллерийская перестрелка. Когда датский командующий отдал своим драгунам приказ приготовиться к атаке, шведская сторона выразила желание капитулировать.
В плену оказалось 806 человек. Большинство из них было отпущено после того, как они поклялись более не принимать участие в военных действиях против русской императрицы и её союзников. Однако все ружья, орудия и обоз достались противнику в качестве трофеев. Шведы потеряли пятерых человек убитыми и около пятидесяти ранеными. У датчан также оказалось пятеро убитых и пятнадцать раненых. После капитуляции Транефельта датчане смогли в начале октября беспрепятственно занять Уддеваллу (1 октября) и Венерсборг (3 октября).
На Тарнефельта и ещё двух его офицеров — подполковников Функа и Фризендорфа — позже пало подозрение в предательстве, и они предстали перед военным трибуналом. В итоге они были уволены в отставку и выплатили все судебные издержки.

## Заключение мира
После начала военных действий Великобритания и Пруссия стали оказывать на Данию давление, требуя прекращения войны и угрожая своим вмешательством. Прибывший из Финляндии Густав III активно принялся за создание народного ополчения. Кроме того, ему постепенно удалось стянуть к Гётеборгу регулярные войска численностью 8,5 тысяч человек.
9 октября датчане были вынуждены прекратить военные действия и заключить со шведами перемирие. В ноябре они полностью оставили Бохуслен. Спустя год между Данией и Швецией был заключён формальный мир на условиях статус-кво.

## Другие названия
В Швеции данный военный конфликт получил название Театральной войны, поскольку военных действий практически не велось, норвежцы же окрестили войну «брусничной», так как датско-норвежские войска плохо снабжались провиантом, и им приходилось пополнять свой рацион ягодами.